# Filipp Stárikov
Filip Nikanórovich Stárikov (en ruso: Фили́пп Никано́рович Ста́риков; Novo-Torzhátskaya, Imperio ruso, 21 de octubrejul./ 2 de noviembre de 1896greg. - Moscú, Unión Soviética, 18 de octubre de 1980) fue un líder militar soviético que combatió durante la Segunda Guerra Mundial, donde alcanzó el grado militar de teniente general (1942). Durante la guerra, tuvo un destacado papel, sobre todo en el Sitio de Leningrado y en las distintas ofensivas que el Ejército Rojo lanzó para liberar la ciudad y destruir al Grupo de Ejércitos Norte alemán. Así participó en la ofensiva de Siniávino, operación Chispa, ofensiva de Mga, ofensiva de Leningrado-Novgorod, ofensiva de Tallin y finalmente en la operación Moonsund.

## Biografía

### Infancia y juventud
Filip Stárikov nació el 2 de noviembre de 1896 en el pueblo de Novo-Torzhátskaya en el distrito de Urzhumski, gobernación de Viatka (actual óblast de Kírov) Imperio ruso. Entró en el Ejército Imperial Ruso en 1915 como soldado raso. Durante la Primera Guerra Mundial se desempeñó como secretario superior de un regimiento de infantería en el frente rumano.
Se unió al Ejército Rojo en 1918 y sirvió en la guerra civil rusa como comandante de pelotón, luchando contra el movimiento Blanco en el Frente Oriental y el Frente Sur, así como contra la revuelta de los Basmachí en el Turquestán ruso. En 1928, completó el curso «Výstrel» destinado a entrenar oficiales de batallón y regimiento para la infantería soviética.
En 1938, Stárikov recibió el mando del 9.º Cuerpo de Fusileros, parte del 7.º Ejército. Durante la guerra de Invierno, la unidad de Stárikov debía capturar la ciudad finlandesa de Terijoki (actual Zelenogorsk, Rusia). En lugar de una victoria fácil esperada, el Ejército Rojo tuvo un desempeño deficiente, y aunque la Unión Soviética pudo imponer varias concesiones territoriales a Finlandia, la reputación de las fuerzas armadas soviéticas se resintió. En junio de 1940, Starikov fue ascendido a mayor general y más tarde nombrado inspector jefe de la Inspección de Infantería del Ejército Rojo.

### Segunda Guerra Mundial
Con la invasión alemana de la Unión Soviética en junio de 1941, Stárikov recibió el mando del 19.º Cuerpo de Fusileros, parte del 23.º Ejército en el Frente Norte. Su unidad defendió sin éxito el istmo de Carelia, después de la invasión de Finlandia de la parte de la Carelia soviética (véase Guerra de Continuación). Después de una derrota decisiva en la batalla de Porlampi a principios de septiembre, Stárikov y los resto del 23.º Ejército pasaron el resto del mes defendiendo los accesos noroccidentales de Leningrado. En diciembre, Stárikov fue nombrado subcomandante del 8.º Ejército, integrado en el Frente del Vóljov, y se convirtió en comandante del ejército en abril de 1942.
En agosto de 1942, el Ejército Rojo lanzó la ofensiva de Siniávino para tratar de romper el sitio de Leningrado. Sin embargo, el 11.º Ejército alemán acababa de llegar de Crimea al mando del mariscal de campo Erich von Manstein, con doce divisiones. El alto mando alemán había planeado acabar con el asedio de Leningrado con la operación Nordlicht, pero debido a la ofensiva soviética tuvo que utilizar el 11.º Ejército para mantener sus posiciones, el desgaste sufrido por el 11.º Ejército impidió a Manstein lanzar la planeada ofensiva. Para el 25 de septiembre, las fuerzas alemanas habían rodeado gran parte del 8.º Ejército y parte del 2.º Ejército de Choque del Frente del Vóljov, el comandante del Frente el general de ejército Kiril Meretskov ordenó la retirada soviética. En noviembre de 1942, Stárikov fue ascendido a teniente general.
Otro intento soviético de aliviar el asedio de Leningrado se produjo en enero de 1943 cuando la batalla de Stalingrado agotó a Alemania en personal, suministros y moral. Durante la operación Chispa, el 8.º Ejército de Stárikov apoyó al 2.° Ejército de Choque en su flanco sur, pero solo lograron capturar la primera línea de trincheras alemanas. Sin embargo, la operación fue un éxito parcial, estableciendo un corredor terrestre a Leningrado que permitió la construcción de una línea ferroviaria que unía Leningrado con el resto del país a través del corredor capturado (conocida como el Camino de la Victoria) esta línea ferroviaria permitió que mucho más suministros esenciales llegaran a los habitantes de Leningrado, lo que redujo sustancialmente la posibilidad de que la ciudad fuera conquistada.
El 22 de julio, el Ejército Rojo lanzó la ofensiva de Mga, llamada así por la pequeña localidad de Mga, donde se suponía que el 8.º Ejército se uniría con el 67.º Ejército. La ofensiva fue un intento de liberar el importante nudo ferroviario de Mga y así ampliar el estrecho corredor por el que pasaba los suministros a Leningrado a través del Camino de la Victoria. El 8.º Ejército de Stárikov atacó desde el este, pero no tuvo éxito, y la ofensiva terminó con grandes pérdidas soviéticas el 22 de agosto.
En enero de 1944, el 8.º Ejército de Stárikov participó en la Ofensiva de Leningrado-Nóvgorod, el 26 de marzo de 1944 el 8.º Ejército de Stárikov proporcionó una defensa vital durante la Batalla de la cabeza de puente de Narva, cuando las 170.º, 11.º y 227.º Divisiones de Infantería alemanas bajo el mando del teniente general Hyacinth Graf Strachwitz penetraron profundamente en las líneas soviéticas. Al final del día, el 72.º Ejército soviético y partes del 109.º Cuerpo de Fusileros estaban rodeados. El resto del cuerpo de fusileros soviético se retiró.
Después de un período de descanso y refuerzo, Stárikov y el 8.º Ejército vieron nuevamente acción durante la ofensiva de Narva (julio 1944), capturando con éxito Narva pero sin poder desalojar a las fuerzas del Eje de la Línea Tannenberg. Junto con el 2.º Ejército de Choque y la Flota del Báltico, el 8.º Ejército tomó la parte continental de Estonia en la ofensiva de Tallin (17- 26 de septiembre de 1944).
En noviembre de 1944, el 8.º Ejército tuvo un papel destacado en la operación Moonsund que eliminó a las fuerzas del Eje que defendían el archipiélago de Moonsund. A partir de ese momento y hasta el final de la guerra, el 8.º Ejército defendió la costa de Estonia, y en octubre de 1945 se disolvió.

### Posguerra
Entre 1945 y 1949, se desempeñó como subcomandante del Distrito Militar de Moscú, Subinspector General de las Fuerzas de Fusileros de la Inspección Principal del Ministerio de Defensa de la URSS y profesor titular de la Academia Militar del Estado Mayor. En 1949, se graduó de los Cursos Académicos Superiores de la Academia Militar del Estado Mayor. Entre 1949 y 1951 y entre 1953 y 1954, fue vicepresidente del Comité Central del DOSAAF, «Sociedad Voluntaria de Ayuda al Ejército, Fuerza Aérea y Marina» la organización deportiva paramilitar de la Unión Soviética.
Entre 1951 y 1953, trabajó en el Consejo de Ministros de la URSS. Desde julio de 1954, fue director de departamento del Instituto Estatal de Relaciones Internacionales de Moscú. El 19 de agosto de 1955, fue trasladado a la reserva.
Murió en Moscú el 18 de octubre de 1980.

## Promociones
- Kombrig (17 de febrero de 1938)
- Komdiv (4 de noviembre de 1939)
- Mayor general (4 de junio de 1940)
- Teniente general (10 de noviembre de 1942)[5]

## Condecoraciones
A lo largo de su carrera militar, Filip Stárikov recibió las siguientes condecoraciones:
|  | Orden de Lenin (21 de febrero de 1945)                                                                    |
|  | Orden de la Bandera Roja, tres veces (22 de febrero de 1938, 3 de noviembre de 1944, 20 de junio de 1949) |
|  | Orden de Suvórov de 1.er grado (5 de octubre de 1944)                                                     |
|  | Orden de Kutúzov de 1.er grado (27 de diciembre de 1943)                                                  |
|  | Orden de la Estrella Roja (11 de abril de 1940)                                                           |
|  | Medalla Conmemorativa por el Centenario del Natalicio de Lenin «Al valor militar»                         |
|  | Medalla por la Defensa de Leningrado                                                                      |
|  | Medalla por la Victoria sobre Alemania en la Gran Guerra Patria 1941-1945                                 |
|  | Medalla Conmemorativa del 20.º Aniversario de la Victoria en la Gran Guerra Patria de 1941-1945           |
|  | Medalla Conmemorativa del 30.º Aniversario de la Victoria en la Gran Guerra Patria de 1941-1945           |
|  | Medalla de veterano de las Fuerzas Armadas de la URSS                                                     |
|  | Medalla del 20.º Aniversario del Ejército Rojo de Obreros y Campesinos                                    |
|  | Medalla del 30.º Aniversario de las Fuerzas Armadas de la URSS                                            |
|  | Medalla del 40.º Aniversario de las Fuerzas Armadas de la URSS                                            |
|  | Medalla del 50.º Aniversario de las Fuerzas Armadas de la URSS                                            |
|  | Medalla del 60.º Aniversario de las Fuerzas Armadas de la URSS                                            |
|  | Medalla Conmemorativa del 800.º Aniversario de Moscú                                                      |
|  | Medalla Conmemorativa del 250.º Aniversario de Leningrado                                                 |